# زبود (عمان)
زبود منطقة سكنية تقع في لواء ناعور، محافظة العاصمة في الأردن. تنتمي المنطقة لقضاء ناعور الذي يضم 15 منطقة. يقدر عدد سكانها بـ 2346 نسمة حسب إحصاء 2015.

## صور

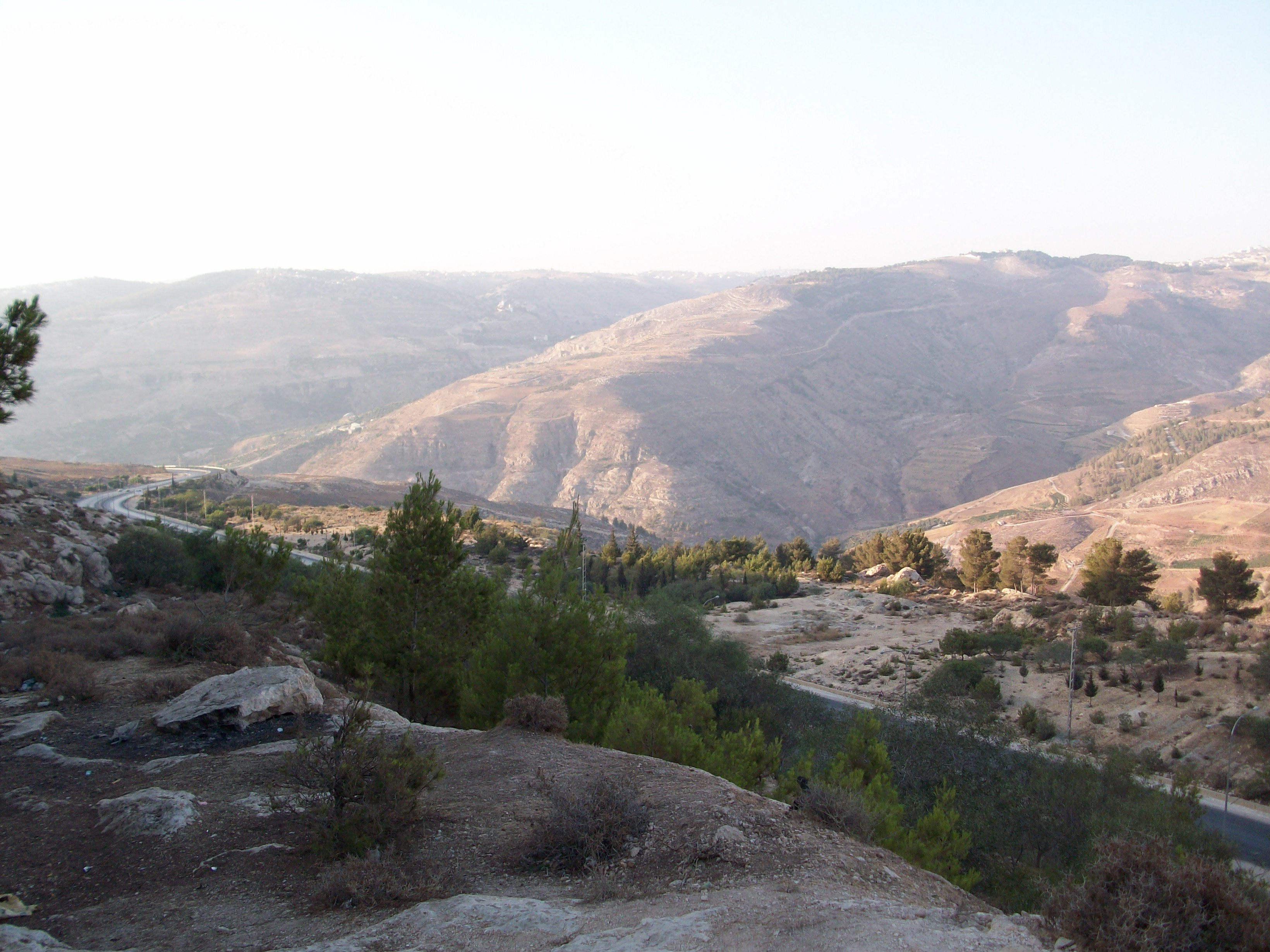
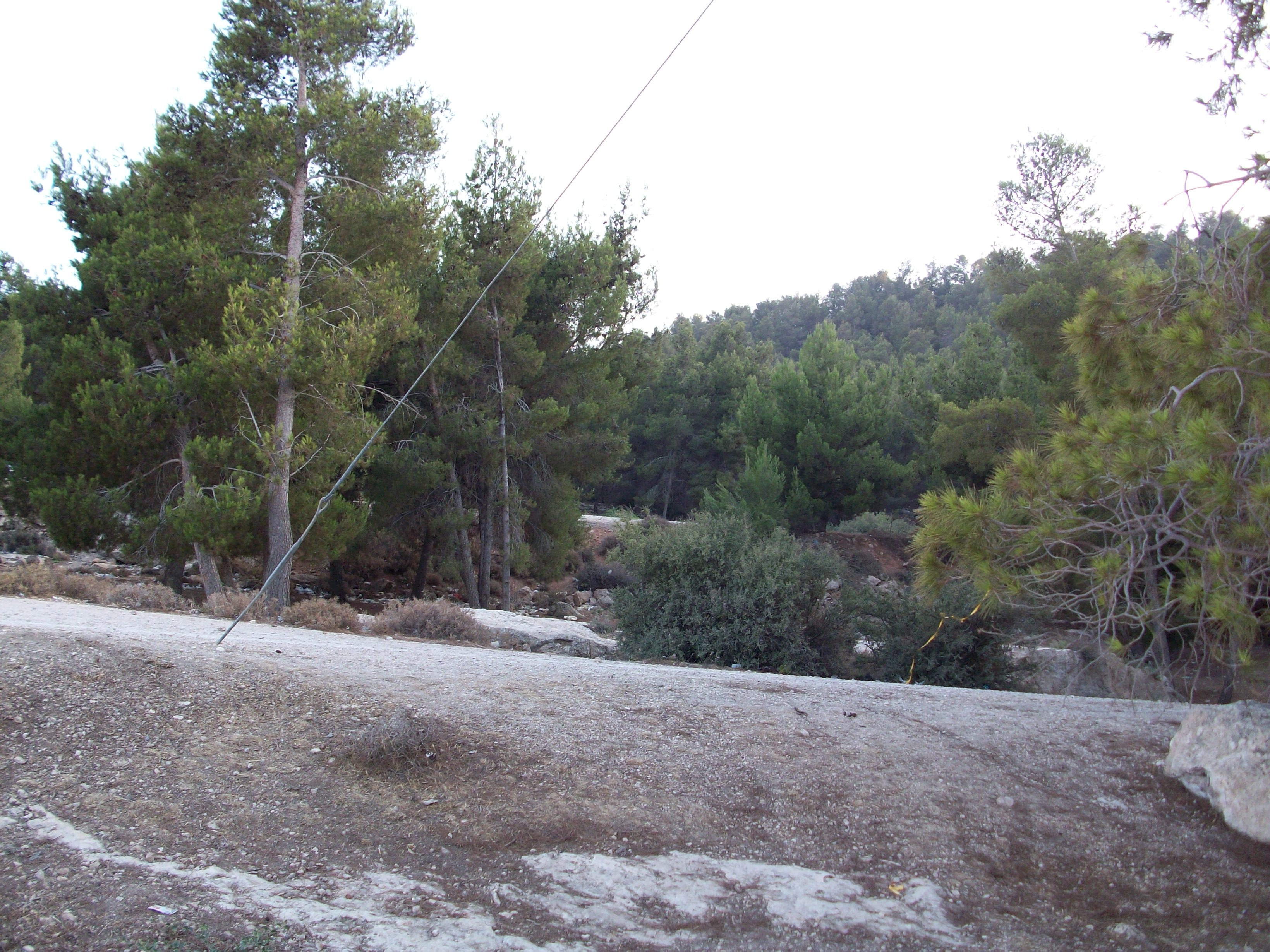
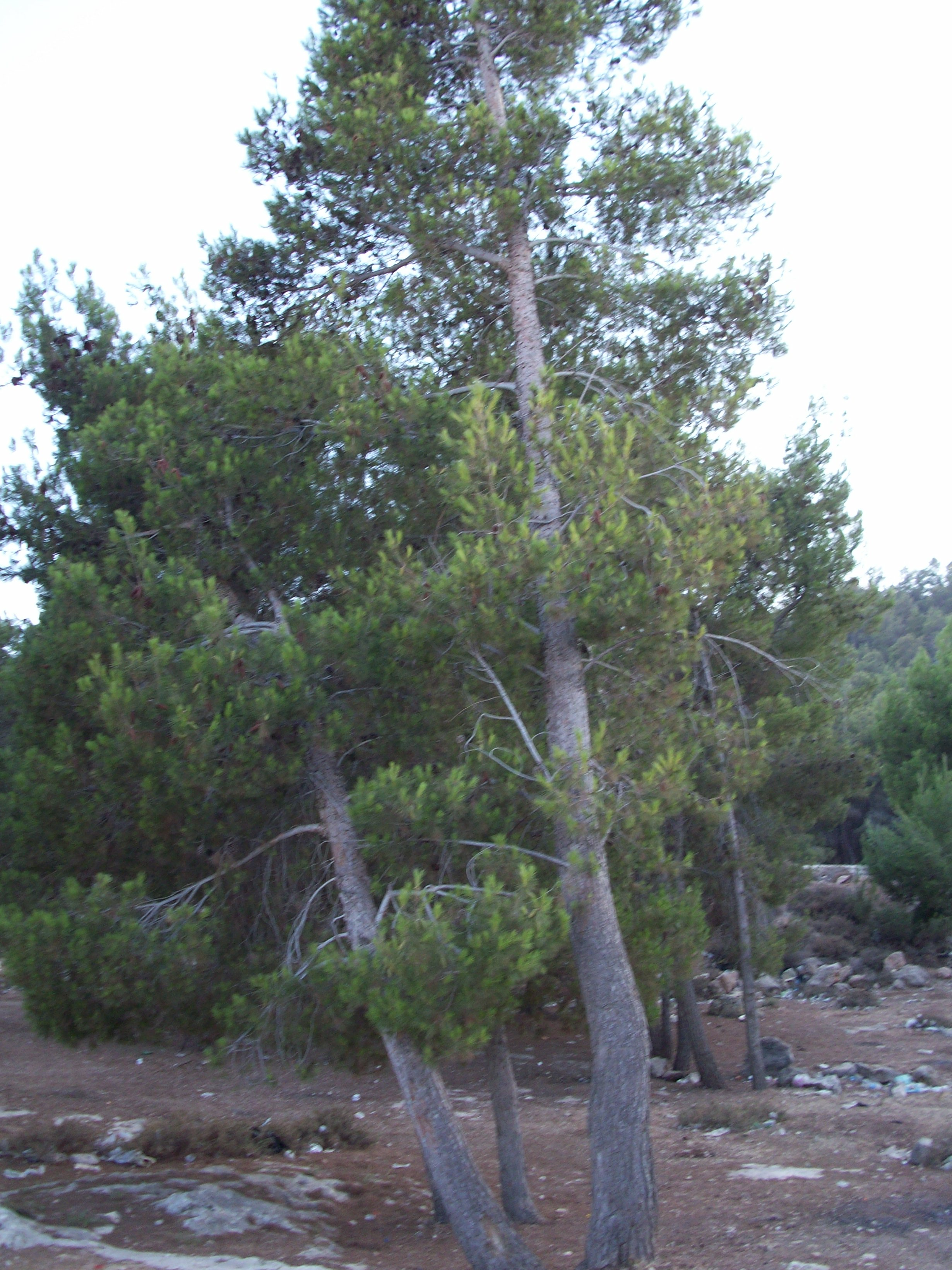
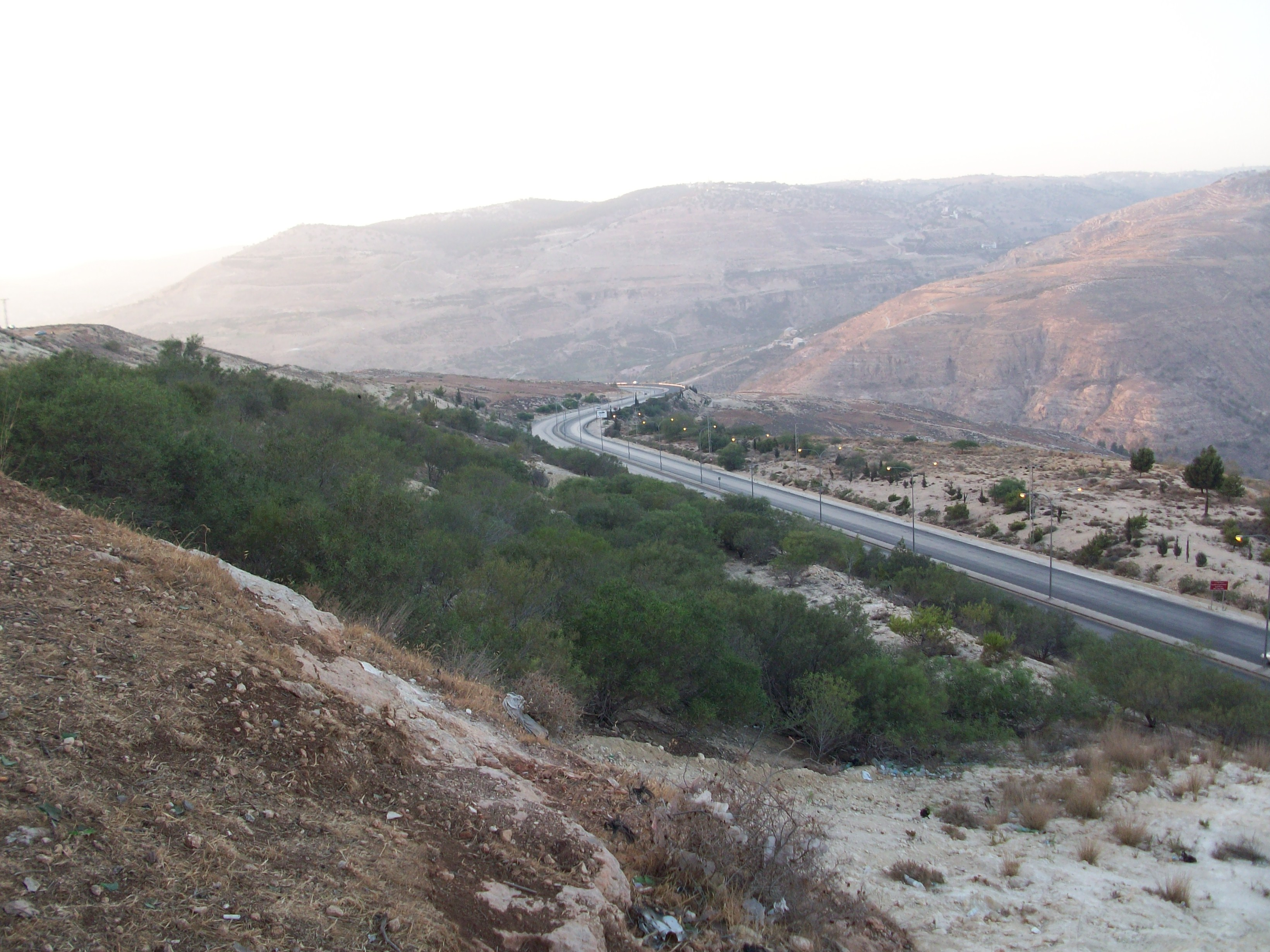

جمال الطبيعة في منطقة زبود

## الوصلات الخارجية
- دائرة الاحصاءات العامة